# Åkermattvävare
Åkermattvävare (Tenuiphantes mengei) är en spindelart som först beskrevs av Kulczynski 1887.  Åkermattvävare ingår i släktet Tenuiphantes och familjen täckvävarspindlar. Arten är reproducerande i Sverige. Inga underarter finns listade i Catalogue of Life.